# Sickert
Pour les articles homonymes, voir Sickert (homonymie).
Sickert est une commune française située dans l'aire d'attraction de Mulhouse et faisant partie de la collectivité européenne d'Alsace (circonscription administrative du Haut-Rhin), en région Grand Est.
Cette commune se trouve dans la région historique et culturelle d'Alsace.
Ses habitants sont appelés les Sickertois et les Sickertoises.

## Géographie
Sickert est située dans la vallée de la Doller, après Masevaux, en montant vers le Ballon d'Alsace.
C'est une des 188 communes du parc naturel régional des Ballons des Vosges.
| Wegscheid            |                      | Masevaux-Niederbruck |
| Kirchberg            | Sickert              | Masevaux-Niederbruck |
| Masevaux-Niederbruck | Masevaux-Niederbruck | Masevaux-Niederbruck |

### Hydrographie

#### Réseau hydrographique
La commune est dans le bassin versant du Rhin au sein du bassin Rhin-Meuse. Elle est drainée par la Doller, le ruisseau de Sickert et le Villerbach,,.
La Doller, d'une longueur de 46 km, prend sa source dans la commune de Dolleren et se jette  dans l'Ill à Mulhouse, après avoir traversé 17 communes. 

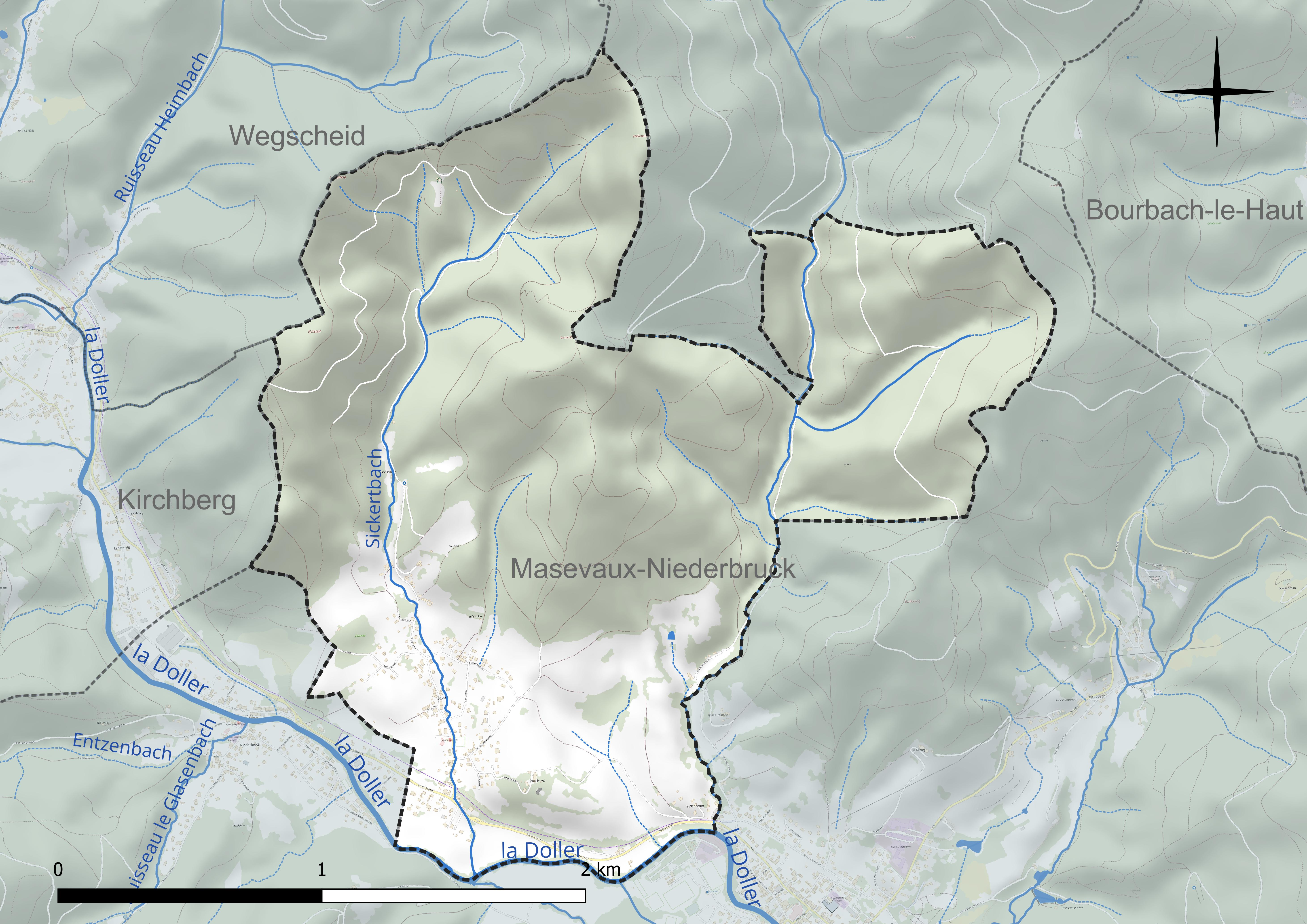
Réseau hydrographique de Sickert.

#### Gestion et qualité des eaux
Le territoire communal est couvert par le schéma d'aménagement et de gestion des eaux (SAGE) « Doller ». Ce document de planification concerne le bassin versant de la Doller dont le territoire s’étend sur 280 km2. Il a été approuvé le 15 janvier 2020. La structure porteuse de l'élaboration et de la mise en œuvre est le syndicat mixte « Rivières de Haute-Alsace ». 
La qualité des cours d’eau peut être consultée sur un site dédié géré par les agences de l’eau et l’Agence française pour la biodiversité. 

### Climat
Pour des articles plus généraux, voir Climat du Grand Est et Climat du Haut-Rhin.
En 2010, le climat de la commune est de type climat de montagne, selon une étude du Centre national de la recherche scientifique s'appuyant sur une série de données couvrant la période 1971-2000. En 2020, Météo-France publie une typologie des climats de la France métropolitaine dans laquelle la commune est exposée à un climat semi-continental et est dans la région climatique  Vosges, caractérisée par une pluviométrie très élevée (1 500 à 2 000 mm/an) en toutes saisons et un hiver rude (moins de 1 °C). 
Pour la période 1971-2000, la température annuelle moyenne est de 9,6 °C, avec une amplitude thermique annuelle de 17 °C. Le cumul annuel moyen de précipitations est de 1 225 mm, avec 12 jours de précipitations en janvier et 10,9 jours en juillet. Pour la période 1991-2020, la température moyenne annuelle observée sur la station météorologique de Météo-France la plus proche, « Sewen - Lac Alfeld_sapc », sur la commune de Sewen à 6 km à vol d'oiseau, est de 10,0 °C et le cumul annuel moyen de précipitations est de 2 282,3 mm. 
La température maximale relevée sur cette station est de 37,2 °C, atteinte le 24 juillet 2019 ; la température minimale est de −21 °C, atteinte le 12 janvier 1987,,. 
Les paramètres climatiques de la commune ont été estimés pour le milieu du siècle (2041-2070) selon différents scénarios d'émission de gaz à effet de serre à partir des nouvelles projections climatiques de référence DRIAS-2020. Ils sont consultables sur un site dédié publié par Météo-France en novembre 2022.

## Urbanisme

### Typologie
Au 1er janvier 2024, Sickert est catégorisée bourg rural, selon la nouvelle grille communale de densité à sept niveaux définie par l'Insee en 2022.
Elle appartient à l'unité urbaine de Kirchberg, une agglomération intra-départementale regroupant six  communes, dont elle est une commune de la banlieue,,. Par ailleurs la commune fait partie de l'aire d'attraction de Mulhouse, dont elle est une commune de la couronne,. Cette aire, qui regroupe 132 communes, est catégorisée dans les aires de 200 000 à moins de 700 000 habitants,.

### Occupation des sols
L'occupation des sols de la commune, telle qu'elle ressort de la base de données européenne d’occupation biophysique des sols Corine Land Cover (CLC), est marquée par l'importance des forêts et milieux semi-naturels (73,5 % en 2018), une proportion identique à celle de 1990 (73,5 %). La répartition détaillée en 2018 est la suivante : 
forêts (73,5 %), prairies (11,1 %), zones agricoles hétérogènes (11,1 %), zones urbanisées (4,3 %). L'évolution de l’occupation des sols de la commune et de ses infrastructures peut être observée sur les différentes représentations cartographiques du territoire : la carte de Cassini (XVIIIe siècle), la carte d'état-major (1820-1866) et les cartes ou photos aériennes de l'IGN pour la période actuelle (1950 à aujourd'hui).

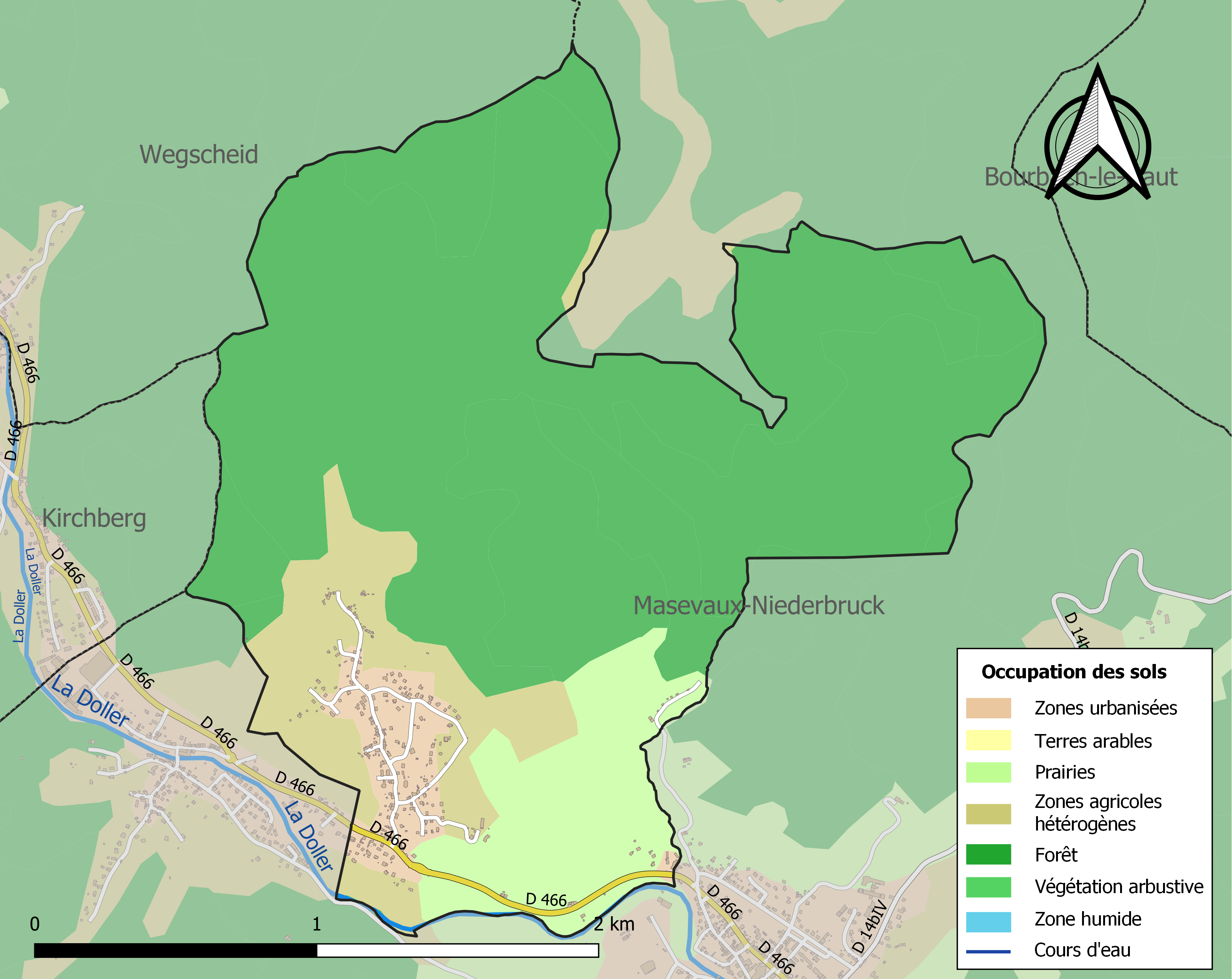
Carte des infrastructures et de l'occupation des sols de la commune en 2018 (CLC).

## Histoire
Le nom de « Sickhert » apparaît pour la première fois dans les archives en 1482. Le village dépendait alors de la seigneurie de Masevaux jusqu'à la Révolution. 

### Héraldique
| Blason de Sickert | Les armes de Sickert se blasonnent ainsi : « De sinople à la chapelle du lieu d'argent couverte de gueules, le clocher à senestre, dans le canton dextre du chef, d'or à deux cerises de gueules tigées et feuillées de sinople. » |

## Politique et administration

### Budget et fiscalité 2015
En 2015, le budget de la commune était constitué ainsi :
- total des produits de fonctionnement : 239 000 €, soit 708 € par habitant ;
- total des charges de fonctionnement : 157 000 €, soit 464 € par habitant ;
- total des ressources d’investissement : 254 000 €, soit 752 € par habitant ;
- total des emplois d’investissement : 194 000 €, soit 573 € par habitant ;
- endettement : 510 000 €, soit 1 508 € par habitant.

Avec les taux de fiscalité suivants :
- taxe d’habitation : 9,60 % ;
- taxe foncière sur les propriétés bâties : 6,60 % ;
- taxe foncière sur les propriétés non bâties : 74,90 % ;
- taxe additionnelle à la taxe foncière sur les propriétés non bâties : 50,60 % ;
- cotisation foncière des entreprises : 16,12 %.

### Liste des maires
| Période                                  | Période              | Identité                     | Étiquette    | Qualité |
| ---------------------------------------- | -------------------- | ---------------------------- | ------------ | --- |
| Les données manquantes sont à compléter. |                      |                              |              | |
| mars 1971                                | mars 1983            | Louis Zimmermann (1905-1997) |              | Fondateur du journal L'Alsace Officier de la Légion d'honneur |
| mars 1983                                | février 2018 (décès) | Roger Gaugler (1947-2018)    | UDF puis UMP | Instituteur puis directeur d'école retraité Président du SIVOM de la Doller (1995 → 2002) Président de la CC de la Vallée de la Doller et du Soultzbach (2002 → 2014)                                     |
| février 2018                             | mai 2018             | Robert Gasser                |              | 1er adjoint assurant l'intérim |
| mai 2018                                 | En cours             | Bertrand Hirth               |              | Garagiste retraité Adjoint au maire (2014 → 2018) 6e vice-président de la CC de la Vallée de la Doller et du Soultzbach Élu à la suite d'une élection municipale partielle Réélu pour le mandat 2020-2026 |

## Démographie
L'évolution du nombre d'habitants est connue à travers les recensements de la population effectués dans la commune depuis 1793. Pour les communes de moins de 10 000 habitants, une enquête de recensement portant sur toute la population est réalisée tous les cinq ans, les populations de référence des années intermédiaires étant quant à elles estimées par interpolation ou extrapolation. Pour la commune, le premier recensement exhaustif entrant dans le cadre du nouveau dispositif a été réalisé en 2006.

En 2022, la commune comptait 331 habitants, en évolution de +1,85 % par rapport à 2016 (Haut-Rhin : +0,66 %, France hors Mayotte : +2,11 %).
| 1793 | 1800 | 1806 | 1821 | 1831 | 1836 | 1841 | 1846 | 1851 |
| ---- | ---- | ---- | ---- | ---- | ---- | ---- | ---- | ---- |
| 242  | 283  | 232  | 251  | 286  | 327  | 296  | 326  | 352  |

| 1856 | 1861 | 1866 | 1871 | 1875 | 1880 | 1885 | 1890 | 1895 |
| ---- | ---- | ---- | ---- | ---- | ---- | ---- | ---- | ---- |
| 337  | 340  | 321  | 352  | 291  | 292  | 290  | 292  | 309  |

| 1900 | 1905 | 1910 | 1921 | 1926 | 1931 | 1936 | 1946 | 1954 |
| ---- | ---- | ---- | ---- | ---- | ---- | ---- | ---- | ---- |
| 311  | 278  | 299  | 284  | 278  | 275  | 242  | 252  | 245  |

| 1962 | 1968 | 1975 | 1982 | 1990 | 1999 | 2006 | 2011 | 2016 |
| ---- | ---- | ---- | ---- | ---- | ---- | ---- | ---- | ---- |
| 239  | 254  | 249  | 311  | 308  | 317  | 328  | 331  | 325  |

| 2021 | 2022 | - | - | - | - | - | - | - |
| ---- | ---- | - | - | - | - | - | - | - |
| 329  | 331  | - | - | - | - | - | - | - |

## Lieux et monuments

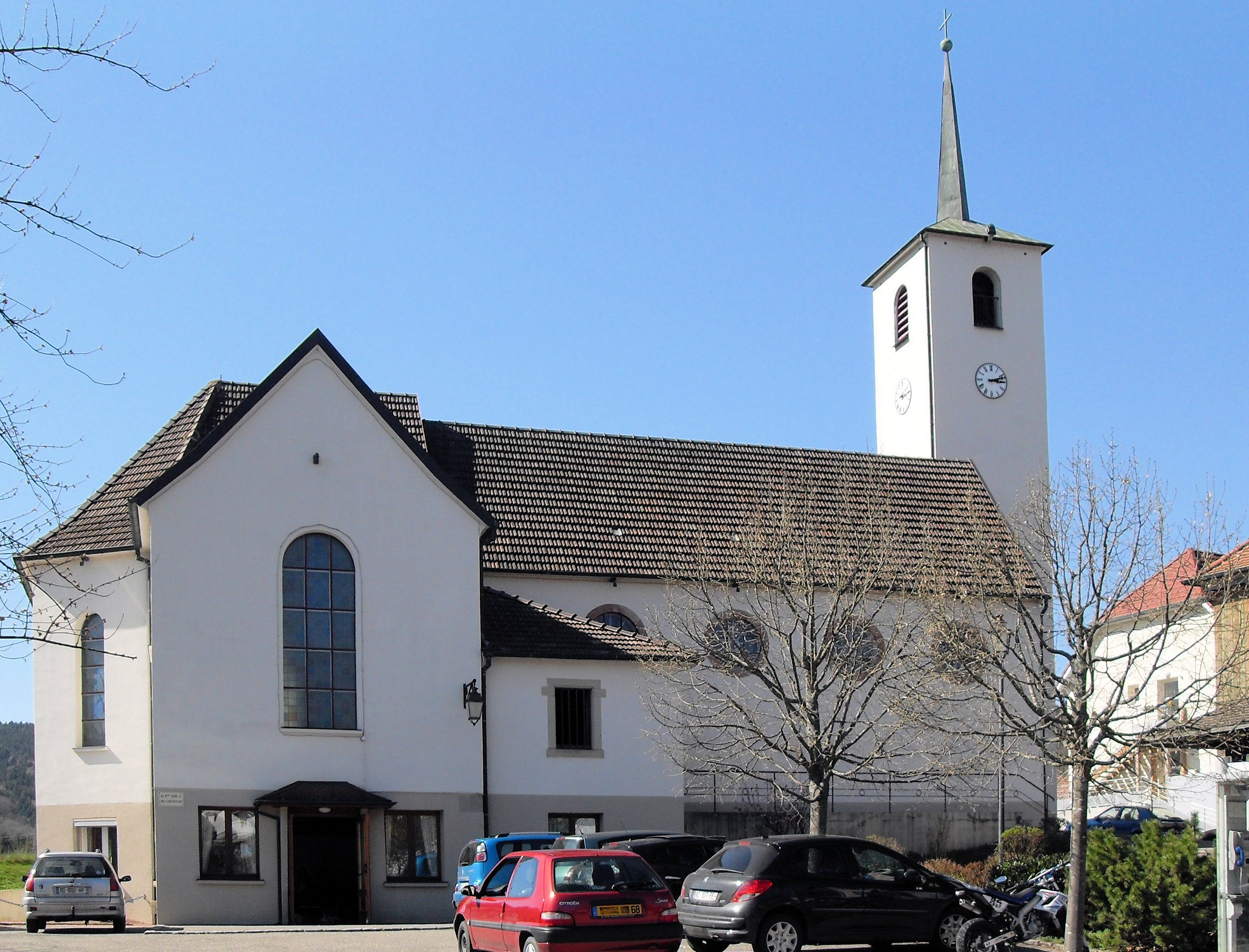
L'église de la Vierge-Auxiliatrice.

- L'église de la Vierge-Auxiliatrice[28]. À l'intérieur de la chapelle se trouve une statue de style baroque de Saint Séverin, elle date de 1716 et est en bois polychrome. Elle a été restaurée en 1983 par l'artiste peintre Louis Wiederkehr de Soultz[29]. La chapelle, consacrée à Marie-Auxiliatrice et achevée en 1966, a été construite bénévolement par les habitants.  Les bénévoles venaient œuvrer à ce chantier de rénovation, dirigé par Léon Reitzer, dont la première pierre a été posée le 3 juin 1963.
- La KützaKàpalala, « la chapelle du hibou », abrite une statue de la vierge Marie[30].
- Demeure construite pour l'industriel Warnod-Oswald[31].
- Croix de chemin[32].
- Monument aux morts[33].

## Personnalités liées à la commune
Léon Reitzer a participé à la construction de l'église et a également mis en place un système de mécanisation pour faire sonner les cloches - aujourd'hui remplacé par un système électronique récent. C'est aussi lui qui a placé la représentation de la terre tout en haut du clocher. On peut encore la voir actuellement.
[réf. nécessaire]

## Activités
Les armoiries évoquent, outre  la chapelle consacrée à Marie Auxiliatrice, la culture de cerisiers particulièrement pratiquée à Sickert.
Au XIXe siècle, Sickert est une bourgade de tisserands et d’agriculteurs.
L'accueil touristique est aujourd'hui favorisé grâce aux nombreuses boucles de randonnées et à la piste cyclable.